# 小行星4649
小行星4649（4649 Sumoto）是一颗围绕太阳公转的小行星。1936年12月20日，瑪格麗特·盧吉爾在尼斯发现了此天体。
这颗小行星的绝对星等为314.11976等。